# 하이케 헹켈
하이케 헹켈(독일어: Heike Henkel, 1964년 5월 5일 ~ )은 전 독일의 높이뛰기 선수로 1992년 바르셀로나 올림픽 금메달리스트이다.
슐레스비히홀슈타인주 킬 출신으로 국내 음악과 함께 하는 높이뛰기 경연 대회에서 1991년부터 1992년까지 3개의 타이틀을 우승하고, 1995년 4회 우승 기록을 세웠다.

## 다른 성과들
- 1988년 유럽 실내 선수권 - 은메달
- 1989년 IAAF 세계 실내 선수권 - 동메달
- 1990년 유럽 실내 선수권 - 금메달
- 1990년 유럽 육상 선수권 대회 - 금메달
- 1991년 IAAF 세계 실내 선수권 - 금메달
- 1991년 세계 육상 선수권 대회 - 금메달
- 1992년 유럽 실내 선수권 - 금메달
- 1993년 IAAF 세계 실내 선수권 - 은메달
- 1995년 IAAF 세계 실내 선수권 - 동메달

## 같이 보기
- 높이뛰기